# Patricia Carli
Rosetta Ardito (Tarento, 12 de marzo de 1938), conocida artísticamente como Patricia Carli, una cantante y compositora italiana nacionalidazada francesa. Es reconocida principalmente por su estilo de música de los años 1960 y por haber ganado el Festival de San Remo en 1964, con la canción Non ho l'età, quien también lo interpretó Gigliola Cinquetti para poder participar en Eurovisión.

## Trayectoria artística
Rosetta Ardito nació en la ciudad de Taranto, Italia, el 12 de marzo de 1938. Vivió con sus padres mayormente en Bélgica. Su atracción por la música comenzó cuando tenía doce años de edad, sabiendo que la época de los cantantes franceses había sido una gran evolución musical reconocida en varias partes del mundo. Su principal intérprete favorito es Charles Aznavour.
A inicios de 1960, Ardito se traslada a París con sus padres. Allí, conoce a Nicole Barclay, cantante con quien firma su primer contrato. También conoce a Léo Missir y al editor Pierre Ribert. Cuando inicia su trayectoria como cantante, Ardito cambia su nombre por Patricia Carli, nombre artístico quien será reconocido en la industria musical. Carli a diferencia de otros intérpretes de su época, firma varias canciones compuestas por ella misma y lanza su primer álbum donde se encontraban las canciones "Le roseau et la rivière" y "Je ne suis plus une enfant", obteniendo críticas positivas en Francia. En su segundo álbum, se populariza su tema "Demain tu te maries". Más tarde, Carli participa en el Festival de San Remo, en Italia, cantaría la canción Non ho l'età, pero en idioma francés, "Je suis à toi" , con nuevos cambios de letra. La victoria finalmente resultó para Carli empatada con Gigliola Cinquetti, quien interpretó la misma canción en italiano y más tarde ganaría Eurovisión. Por consejo de Leo Missir, Carli decide componer canciones para otros artistas como la música de La tendresse para Daniel Guichard.

## Canciones
| Canción                                                | Otros nombres                    | Compositores y arreglos                       | Año  |
| ------------------------------------------------------ | -------------------------------- | --------------------------------------------- | ---- |
| Attends                                                |                                  |                                               | 1970 |
| C’est bien toi                                         | Lady                             | M. Jourdan/L. Missir/A. Borly                 | 1964 |
| C’est difficile                                        | Non e facile aver 18 anni        | P. Carli/A. Bernabini                         | 1964 |
| Demain tu te maries (arrête, arrête, ne me touche pas) | Arrête, arrête, ne me touche pas | P. Carli                                      | 1963 |
| Heureux de vivre                                       | Cosi felice                      | P. Carli/G. Gaber                             | 1964 |
| Hier, j'ai rencontré ma mère                           |                                  |                                               |      |
| Il te restera ma mélodie                               |                                  | P. Carli/L.Missir                             | 1964 |
| J’ai besoin de toi                                     |                                  | P. Carli                                      | 1963 |
| Je n’suis plus une enfant                              |                                  | P. Carli                                      | 1963 |
| Je ne voudrais pas pleurer                             |                                  | J. Davis/F. Lubiana                           | 1964 |
| Je suis à toi                                          | Non ho l’eta’ per amarti         | P. Carli/Nisa                                 | 1964 |
| Je te préviens                                         |                                  | P. Carli/L. Missir                            | 1964 |
| L’amour en cage                                        |                                  | P. Carli                                      | 1963 |
| L’amour va toujours                                    |                                  |                                               |      |
| La decouverte                                          |                                  | P. Carli                                      | 1963 |
| Le roseau et la rivière                                |                                  | P. Carli                                      | 1963 |
| Lion, Le                                               |                                  |                                               |      |
| Mal-aimés, Les                                         |                                  |                                               | 1963 |
| Mon amour, mon amour                                   |                                  |                                               |      |
| Ne me demande pas                                      |                                  | M. Jourdan/L. Missir                          | 1964 |
| Non ho l'eta per amarti                                | Je suis à toi                    | M. Panzeri/Nisa                               | 1963 |
| Nous on s’aime                                         |                                  | P. Carli/L. Misser                            | 1964 |
| Nous sommes là                                         |                                  |                                               | 1964 |
| Qu’elle est belle cette nuit                           |                                  | P. Carli                                      | 1963 |
| Que vois-tu gitan                                      |                                  | P. Carli                                      | 1963 |
| Temps s’enva, Le                                       |                                  |                                               | 1970 |
| Trois fois rien                                        |                                  | J. M. Rivière/P. Carli/G. Bourgeois/L. Missir | 1964 |
| Virginia                                               |                                  | P. Carli/L. Misser                            | 1964 |

## Discografía
- Je suis à toi (45, como single)
- Le et le roseau riviera (45 EP)
- Maries Demain tu te (45 EP)
- Les costo-aimés (45 EP)
- S'ai Nous hasta diez (45 EP)
- C'est difficile (45 EP)
- Nous sommes là (45 EP)
- Hier, j'ai ma mère rencontre (45 EP)
- J'ai besoin de toi (33 1/3 de LP)
- Le Temps s'env a / asiste (45 individuales)
- Maries Demain tu te (álbum de CD)